# Frauenkogel (Karawankerna)
Frauenkogel (slovenska: Dovška Baba) är en bergstopp i Österrike på gränsen till Slovenien i Karawankerna. Den ligger i distriktet Villach-Land och förbundslandet Kärnten, i den sydöstra delen av landet. Toppen på Frauenkogel är 1 892 meter över havet. Upp till toppen finns en vandringsled. På vägen ligger en mindre bergstopp (Kleiner Frauenkogel, 1754 meter över havet).
På Frauenkogel finns bergsängar och längre ner blandskog.